# Trinity Broadcasting Network
Trinity Broadcasting Network (TBN) és una xarxa de canals de televisió evangèlics cristians. TBN transmet els seus programes als Estats Units i en altres països del Món. És una de les principals cadenes de televisió cristiana del Món. TBN transmet programes de diverses denominacions religioses: esglésies evangèliques protestants, organitzacions benèfiques, congregacions jueves messiàniques i organitzacions cristianes. TBN té sis canals de televisió als Estats Units, cadascun dels quals té un objectiu específic: Hillsong Channel, Smile TV, TBN Enlace, TBN Salsa i JUCE TV.

## Història
TBN va ser fundada per Paul i Jan Crouch el 1973. Crouch havia treballat com a ministre religiós a Austin, Texas, i inicialment va comprar una emissora de televisió UHF, que més tard va esdevenir el canal KTBN. Després va comprar més emisores de televisió, i finalment va fundar el canal Trinity Broadcasting Network (TBN). Crouch va registrar la TBN com una organització sense ànim de lucre, i va demanar donacions. Després va establir la seu central de l'organització a Costa Mesa, a l'Estat de Califòrnia. Els continguts i el model de negoci de TBN han estat objecte de controvèrsia. El diari Los Angeles Times va informar l'any 2017 sobre el paper dominant de la família Crouch dins del canal de televisió TBN.